# Cantó de La Ferté-Frênel
El cantó de La Ferté-Frênel és un cantó francès del departament de l'Orne, situat al districte d'Argentan. Té 14 municipis i el cap es La Ferté-Frênel.

## Municipis
- Anceins
- Bocquencé
- Couvains
- La Ferté-Frênel
- Gauville
- Glos-la-Ferrière
- La Gonfrière
- Heugon
- Monnai
- Saint-Évroult-Notre-Dame-du-Bois
- Saint-Nicolas-des-Laitiers
- Saint-Nicolas-de-Sommaire
- Touquettes
- Villers-en-Ouche

## Història
| Data d'elecció                           | Identitat         | Partit           | Qualitat |
| ---------------------------------------- | ----------------- | ---------------- | -------- |
| 1951-197.                                | M. Paris          | Divers droite    |          |
| 197.-1994                                | Simone Nouhant    | CNI, després RPR |          |
| 1994-                                    | Michel Le Glaunec | Divers droite    |          |
| les dades anteriors no són pas conegudes |                   |                  |          |
|                                          |                   |                  |          |

## Demografia
| A partir de 1990: Població sense dobles comptes |